# 김병관 (1973년)
김병관(金炳官, 1973년 1월 15일~)은 대한민국의 기업인, 정치인이다. 제36대 국회의장비서실장이다. 제20대 국회의원을 지냈다.

## 학력
- 이리고등학교 졸업
- 서울대학교 경영대학 경영학 학사
- 한국과학기술원 테크노경영대학원 산업경영학 석사

## 경력
- 2000 벤처기업 <솔루션홀딩스> 창업
- 2003~2005 NHN 게임사업본부 부문장, NHN 한게임 사업부장, NHN 게임제작실장
- 2005. 8.~2010. 6. NHN 게임스 대표이사
- 2010. 7.~2012. 6. 웹젠 대표이사
- 2010. 7.~2016. 5. 웹젠 이사회 의장
- 2016. 1.~2016. 3. 더불어민주당 비상대책위원회 위원
- 2016년 4월 13일: 대한민국 제20대 국회의원 선거 당선(경기 성남시 분당구 갑, 더불어민주당, 초선)
- 2016. 5.~2020. 5. 제20대 국회의원(경기 성남시 분당구 갑, 더불어민주당, 초선)
  - 2016. 6.~2017. 7. 제20대 국회 전반기 산업통상자원위원회 위원
  - 2017. 7.~2018. 1. 제20대 국회 전반기 산업통상자원중소벤처기업위원회 위원
  - 2017. 12.~2018. 5. 제20대 국회 청년미래특별위원회 간사
  - 2018. 1.~2018. 5. 제20대 국회 전반기 행정안전위원회 위원
  - 2018. 7.~2020. 5. 제20대 국회 후반기 행정안전위원회 위원
  - 2018. 10.~2019. 6. 제20대 국회 4차 산업혁명 특별위원회 위원
- 2016. 5.~2021. 11. 더불어민주당 경기도당 성남시 분당구 갑 지역위원회 위원장
- 2016. 8.~2018. 10. 더불어민주당 전국청년위원장
- 2016. 8.~2018. 8. 더불어민주당 최고위원
- 2017. 2.~2018. 8. 더불어민주당 인재영입위원회 부위원장
- 2019. 5.~2020. 5. 더불어민주당 정책위원회 부의장
- 2019. 8.~2020. 8. 더불어민주당 일본경제침략특별위원회 위원
- 2020. 8.~2022. 4. 박병석 국회의장 디지털혁신자문관
- 2021. 11.~2022. 4. 제36대 국회의장 비서실장
- 2022. 6.~2023. 5. 더불어민주당 경기도당 성남시 분당구 갑 지역위원회 위원장
- ESG실천국민연대 공동의장

## 가족 관계
- 아버지: 김흥규
  - 형제: 김종호(형제), 김순희(누이)
    - 배우자: 정해선
      - 자녀: 1남 1녀

## 역대 선거 결과
|  | 47.03% |

|  | 49.34% |

|  | 37.49% |

## 소속 정당
| 소속 정당 | 소속 정당    | 소속 기간 | 비고      |
| --------- | ------------ | --------- | --------- |
|           | 더불어민주당 | 2016~2020 | 정계 입문 |
|           | 무소속       | 2020~2022 | 탈당      |
|           | 더불어민주당 | 2022~현재 | 복당      |

## 같이 보기
- 성남시 분당구 갑
- 성남시 분당구의 국회의원
- 대한민국의 국회의장비서실장